# Air Service Plus
Air Service Plus (ou Air Service +)  était une compagnie aérienne virtuelle, italienne, à bas coûts implantée à Pescara, dans les Abruzzes.
Elle relie notamment Pescara à Paris et à Charleroi (Aéroport de Charleroi Bruxelles-Sud).
Ses partenaires sont notamment :
- Aéroport des Abruzzes ;
- Aéroport Paris-Charles-de-Gaulle ;
- Aéroport de Charleroi Bruxelles-Sud ;
- Axis Airways, une compagnie aérienne française (site internet : axis-airways.com) ;
- la région des Abruzzes Regione Abruzzo.